# Dipterocarpus caudiferus
Dipterocarpus caudiferus är en tvåhjärtbladig växtart som beskrevs av Elmer Drew Merrill. Dipterocarpus caudiferus ingår i släktet Dipterocarpus och familjen Dipterocarpaceae. Inga underarter finns listade i Catalogue of Life.